# Dunja Kalilić
Dunja Kalilić (Split) je hrvatska pjesnikinja i prozaistica. Piše romane, kratke priče, novele, putopise, pripovijetke, pjesme, pjesme u prozi, humoreske te bajke i priče za djecu.

## Životopis
Rodila se u Trogiru. U rodnom gradu i u Splitu pohađala je osnovnu školu i gimnaziju. U Zagrebu je studirala na Farmaceutsko-biokemijskom fakultetu. Tijekom studija otišla je živjeti u SAD gdje je ostala desetljeće. Potom je nekoliko godina zajedno s obitelji živjela u Italiji.
Po povratku iz inozemstva okrenula se književničkom radu. Utiske o Americi objavila je u feljtonima u Slobodnoj Dalmaciji; u Večernjem listu, Republici, Mogućnostima, Hrvatskom slovu, Glasu koncila, Zadarskoj smotri objavljuje kratke priče i pjesme. Prva knjiga koju je objavila bio je putopis "Amerika u Floridi" (1988.). Nekoliko se godina bavila nakladništvom u humanitarne svrhe i uređivala biblioteku Meritum za pomoć mladim talentima. Piše na standardnom hrvatskom i na čakavskom narječju hrvatskog jezika. Članica je Društva hrvatskih književnika. Živi i radi u Splitu.
Sudjelovala je na raznim pjesničkim manifestacijama kao što je Croatia rediviva: Ča, Kaj, Što – baštinski dani 2011. godine, Susreti trogirskih pjesnika, Trogir 2011., 2013., Neka ČA ne gre ĆA!,nazvanoj po knjizi autorice, Kaštela,2013., Jadranski književni susreti, Crikvenica 2014., Dica i čakavica, Vis, 2015., Sabor čakavskog pjesništva, Žminj, 2015., ČA vrh ARBE, Rab, 2016., Splitski pjesnici Maruliću, Marulićevi dani,2017.

## Djela
- Amerika u Floridi, putopis, 1988.
- Kućica, bajka, 1993.
- Malenka, (poljski prijevod) 2004.
- Plava jeka, zbirka novela, 1995.
- Crobinhoodovi, roman za djecu i mladež, 1997.
- Priče iz čarobnog lonca, pjesme za djecu, 1999.
- Siva plojka, poetski roman, 1998. (II. izd. 2008.)
- Sjene, zbirka novela, 2000.
- Slova iz snova, slovarica, 2001.
- Jedna priča više za mališe i veliše, pjesmopriče, 2001.
- Začarano ljeto, roman za djecu i mladež, 2002.
- Teta Mašta, pjesmopriče, 2003.
- Vrijeme bresaka, roman 2005.
- Čuvari, zbirka novela, 2007.
- Sve ča nisan moga reć: nikoliko kratkih pričih i koja bokun duža, 2007.
- Šjora Vinka gre u spizu, kratke priče na čakavici, 2009.
- Ja mijau te, roman za djecu, 2011.
- Snivaju li pupoljci?, pjesme u prozi, 2011.
- Neka ČA ne gre ĆA!, pjesnička zbirka, 2012.
- Rič te zove, pjesnička zbirka, 2013.
- Treća koža, roman 2014.
- More mi je posudilo / El mar me lo ha prestado, dvojezična pj. zbirka (hrv./španj.), 2015.
- Preskačem suton, pjesnička zbirka, 2016.
- Nima Splita brez Splita, pjesnička zbirka, 2017.(ISBN 978-953-98490-5-2)[nedostaje izvor]

Urednica:
- "Moja Vrlika: radovi vrličke djece nastali u progonstvu, 1996.
- Marina Čapalija: "Škoj o' driva
- Katja Acalinović: "Jedna neobična priča", 1996.
- Miljenko Grgić: "San maloga Dubravka"
- Marina Čapalija: "Paver sriće", 1996.

Uvrštena je u antologije: More vedrine izbor pjesama za djecu: 44 (splitska) pisca prireditelja D. Maršića i M.Vukovića, Trenutak proze: hrvatska kratka priča urednika Davora Uskokovića, "Bajka" autorice Ane Pintarić, Po Dušku Geiću učinjen "Mali izbir trogirskoga pisništva (od XI.do XX.vika)2007., "Vijenac odabranih" autorice Ljerke Car Matutinović